# François Baucher
François Baucher (Versailles, 16 giugno 1796 – 14 marzo 1873) è stato un cavaliere francese, grande interprete e innovatore dell'equitazione classica.

## Biografia
Nacque a Versailles il 16 giugno 1796 da un mercante di vini ed una popolana. Ricevette le prime nozioni di equitazione a Milano presso le scuderie del Principe di Sulmona Camillo Borghese. Tornò in Francia, a Parigi, dopo la caduta dell'impero napoleonico, si sposò e nel 1818 nacque suo figlio Henri. Da Parigi si trasferì a Le Havre per lavorare come écuyer nel maneggio di M. de Chatillon. Fece ritorno a Parigi alla fine del 1834 e si associò con Jules Charles Perrier, direttore del maneggio di Rue St. Martin. È qui che addestrò i due cavalli che lo resero famoso "Partisan" e "Capitain".
Nel 1835 cominciò ad esibirsi nel circo sui Champs Élysées di cui divenne una delle stelle. In seguito al suo successo venne chiamato ad insegnare alla Scuola Militare di Saumur, incarico che ricoprì fino al 1842. Dopo aver viaggiato in Germania, Austria e Italia fece ritorno in Francia dove nel 1855 rimase gravemente ferito in seguito al crollo del lucernario del circo dove stava addestrando un soggetto. Non recuperò più tutte le sue forze ma continuò comunque ad insegnare.
Ormai incapace di muoversi e quasi cieco, morì il 14 marzo 1873.

## Opere
- Dictionnair raisonnè d'èquitation, F. Baucher, professeur d'èquitation. Rouen, Brière, 1833
- Dialogues sur l'équitation : premier dialogue entre le grand Hippo-théo, dieu des quadrupèdes, un cavalier et un cheval.   François Baucher et Louis Charles Pellier, Paris Manège Baucher et Pellier 1835